# Boeing E-6 Mercury
Boeing E-6 Mercury (trước là E-6 Hermes) là một trạm chỉ huy trên không và chuyển tiếp thông tin được phát triển dựa trên nền tảng nâng cấp thuộc loại Boeing 707-320.E-6A là biến thể đầu tiên được chế tạo bởi bộ phận quốc phòng của Boeing, đưa vào hoạt động trong Hải quân Hoa Kỳ vào tháng 7 năm 1989, thay thế cho EC-130Q. E-6B được triển khai tháng 10 năm 1998,thêm vào khả năng là trạm chỉ huy và kiểm soát tên lửa mặt đất cho máy bay ném bom mang vũ khí hạt nhân.E-6B thay thế cho loại EC-135C của không quân Mỹ làm nhiệm vụ kiểm soát và chỉ huy lực lượng hạt nhân trên không của Hoa Kỳ.

## Tính năng kỹ chiến thuật

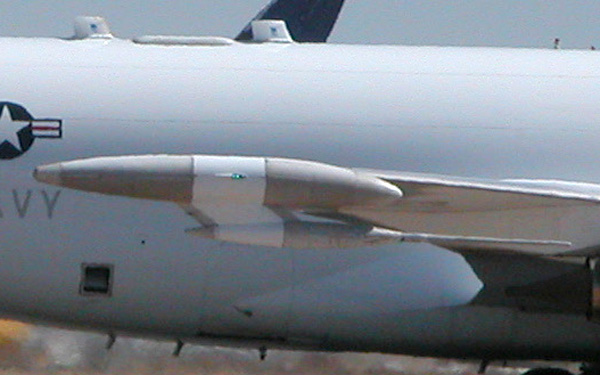
Đầu cánh của E-6

Dữ liệu lấy từ Navy Fact File
Đặc điểm tổng quát
- Tổ lái: 12–25
- Sức chuyên chở: 23
- Chiều dài: 150 ft 4 in (45,8 m)
- Sải cánh: 148 ft 4 in (45,2 m)
- Chiều cao: 42 ft 5 in (12,9 m)
- Trọng lượng có tải: 342.000 lb (154.400 kg)
- Trọng lượng cất cánh tối đa: 342.000 lb (154.400 kg)
- Động cơ: 4 × CFMI CFM-56-2A-2 kiểu turbofan

 Hiệu suất bay 
- Vận tốc cực đại: Mach 0,862 (600 dặm Anh trên giờ hay 520 hải lý trên giờ hay 970 kilômét trên giờ)
- Tầm bay: 6.600 nmi (7.590 mi, 12.144 km)
- Trần bay: > 40.000 ft (12.200 m)